# 제1차 보어 전쟁
제1차 보어 전쟁(First Boer War)은 제1차 영국-보어 전쟁 또는 트란스발 전쟁으로 불리며 1880년 12월 16일부터 1881년 3월 23일까지 싸웠다.
전쟁은 영국이 시작했다. 영국은 이미 1852년과 1854년에 건국된 트란스발 공화국과 오렌지 자유국의 식민지화에 착수했다. 이에 보어인 국가와 대영제국간에 전쟁이 발발하였으며 이것은 대영 제국과 보어인 사이의 첫 분쟁이었다. 1881년 3월 23일의 평화조약에 의해 영국은 트란스발 공화국과 오렌지 자유국의 독립을 인정했다.

## 같이 보기
- 제2차 보어 전쟁
- 줄루 전쟁